# Platyarachne histrix
Platyarachne histrix là một loài nhện trong họ Thomisidae.
Loài này thuộc chi Platyarachne. Platyarachne histrix được Eugène Simon miêu tả năm 1895.